# Мамалаєвська сільська рада
Мамала́євська сільська рада (рос. Мамалаевский сельский совет) — сільське поселення у складі Переволоцького району Оренбурзької області Росії.
Адміністративний центр — село Мамалаєвка.

## Населення
Населення — 869 осіб (2019; 1002 в 2010, 942 у 2002).

## Склад
До складу сільської ради входять:
| Населений пункт                   | Населення, осіб (2002) | Населення, осіб (2010) |
| --------------------------------- | ---------------------- | ---------------------- |
| 12 км, селище                     | 32                     | 36                     |
| Капітоновка, село                 | 279                    | 280                    |
| Капітоновський Рибоучасток, хутір | 17                     | 15                     |
| Мамалаєвка, село                  | 617                    | 671                    |